# Gualcamayo
El yacimiento Gualcamayo es una explotación de oro ubicada en el Departamento Jáchal, al norte de la provincia de San Juan, en la Argentina. Esta emplazado a una altitud de entre 1500 y 2000 m s. n. m., a unos 110 km de la ciudad de San José de Jáchal.
Se ha sugerido que el nombre del yacimiento deriva de las palabras «hualca» (piedra perlada o preciosa) y «mayu» (río donde hay piedras como perlas) del colla-quechua.

## Geología y mineralización
La Comisión de Minería de la Cámara de Diputados de la Nación, en su información acerca del yacimiento señala: 

Está situado a lo largo del borde este de la Precordillera, caracterizada por un cinturón estrecho norte sur de rocas predominantemente sedimentarias. En el área afloran dolomitas del Cámbrico (Formación La Flecha), sobreyacidas por las calizas del Ordovícico (Formación San Juan). La secuencia está posteriormente intruída por dacitas terciarias. El contacto entre las dos unidades sedimentarias está oculta por intenso brechamiento pero parece ser concordante. La mineralización de oro parece tener una relación espacial con la actividad intrusiva póstuma y también con el brechamiento.

## Explotación y reservas
La superficie directamente afectada a la explotación es un área de 717 hectáreas.
El Banco Único de Datos e Informática de la Secretaría de Minería de la Provincia de San Juan, en la Transcripción del Informe de Impacto Ambiental del proyecto Gualcamayo señala: 

La cantidad total de material a remover durante la explotación minera, incluyendo el destape del yacimiento, será de aproximadamente 235 millones de toneladas (Mt), de los cuales 180 Mt corresponderán a roca estéril y 55 Mt a mineral. El plan minero incluye el desarrollo de un rajo, que será explotado a una tasa de producción de 16.000 t/día de mineral. La etapa de explotación del Proyecto se desarrollará mediante métodos de producción tradicionales, que incluyen la explotación a cielo abierto del cuerpo mineralizado y un esquema de procesamiento del mineral que consistirá de las siguientes etapas: trituración primaria y secundaria, un sistema de lixiviación en valle y el tratamiento de las soluciones de lixiviación en una planta de Adsorción-Desorción-Refinación (ADR). A partir de la solución enriquecida se obtendrá, mediante electro-obtención un precipitado catódico que se someterá a fundición, obteniéndose como producto final barras de Metal Doré.

Al 31 de diciembre de 2014, la empresa propietaria de la explotación informó el estado de reservas del yacimiento:
| Categoría de la reserva | Tonelaje (miles de toneladas) | Oro (gramos por tonelada) |
| ----------------------- | ----------------------------- | ------------------------- |
| Medidas                 | 59 110                        | 0,99                      |
| Indicadas               | 45 482                        | 1,34                      |
| Inferidas               | 27 502                        | 2,19                      |

## Controversias
Si bien Gualcamayo se encuentra en una zona escasamente poblada, su emplazamiento ocupa un área importante en cuanto al recurso hídrico, tema de permanente preocupación en una región caracterizada por la aridez.
El método de extracción mediante explosivos, que produce grandes volúmenes de polvo en el aire es otro de los ejes de las controversias, al que se suma la preocupación por el uso de cianuro en el proceso productivo.